# Eligmodontia morgani
Eligmodontia morgani är ett däggdjur som beskrevs 1901 av Joel Asaph Allen. Arten är en bergsökenmus inom släktet Eligmodontia och familjen hamsterartade gnagare. Inga underarter finns listade i Catalogue of Life. Artepitet i det vetenskapliga namnet hedrar J.P. Morgan som ekonomisk stödde expeditionen som hittade djuret.

## Utseende
Arten mäter med svans 14,6 till 19,7 cm, där svansen är 7 till 9 cm och dess vikt varierar mellan 10 och 25 g. Djuret har cirka 2,2 cm långa bakfötter och 1,6 cm stora öron. Den långa och mjuka pälsen är på ovansidan ockrafärgad med inslag av grått. Vid övergången till den vita undersidan förekommer en ljusgul linje. Även svansen är uppdelad i en mörkbrun ovansida och en ljusgrå till vit undersida. Den har ingen tofs på svansen. E. morgani har tillbakaväxt lilltå och stortå.
I varje käkhalva har den en framtand, ingen hörntand, inga premolarer och tre molarer. De övre framtänderna är snedställda med spetsen mot munhålan. Honan har åtta spenar.

## Utbredning
Denna gnagare förekommer i Patagonien i Argentina och Chile, inklusive delar av Eldslandet. Habitatet utgörs av stäppmark.

## Ekologi
De vuxna individerna håller ett 425 till 635 kvadratmeter stort revir och reviren av olika kön överlappar varandra. Den är nattaktiv och äter frön från olika växter, men gräs undviks. Födan kompletteras även med en mindre mängd insekter. E. morgani skapar inga förråd. Den jagas av ugglor och av andra rovlevande fåglar.
Fortplantningen sker mellan våren och hösten, oktober till april på södra jordklotet. Undersökta honor var oftast med 6 till 8 embryo dräktiga. Ungefär 6 till 8 veckor efter födelsen blir individerna könsmogna. Exemplar som föds sent på året kan fortplanta sig efter vintern. Eligmodontia morgani lever vanligen upp till 9 månader och enskilda exemplar kan leva ett år.
Populationen ökar avsevärd efter stäppbränder eller vulkanutbrott.

## Status och hot
För djurets bestånd finns inga kända hot. IUCN kategoriserar arten globalt som livskraftig.